# Bałachowcy

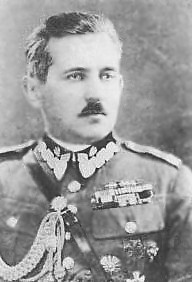
Stanisław Bułak-Bałachowicz

Bałachowcy - byli żołnierze armii generała Stanisława Bułak-Bałachowicza.

## W Puszczy Białowieskiej
Po zgromadzeniu w 1920 r. rozbitej Ludowo-Ochotniczej Armii Stanisława Bułak-Bałachowicza na terytorium Polski przyznano generałowi obywatelstwo polskie i zapewniono jego żołnierzom osiedlenie się na stałe. Początkowo 12 000 żołnierzy i oficerów internowano i ulokowano w obozach. Wśród internowanych prowadzono agitację, zachęcając do wyjazdu do tworzonych w Puszczy Białowieskiej oddziałów robotniczych pracujących przy wyrębie i wywózce surowca drzewnego. Agitacja przyniosła częściowy skutek: na wyjazd zdecydowało się kilka tysięcy żołnierzy. Generał Bułak-Bałachowicz w porozumieniu z Ministerstwem Rolnictwa i Dóbr Państwowych oraz Zarządem Okręgowym Lasów Państwowych w Białymstoku został głównym organizatorem miejsc pracy dla swoich byłych żołnierzy. W 1921 r. w okolicach Puszczy Białowieskiej osiedliło się 2200 bałachowców. Zamieszkiwali i pracowali w Białowieży, z czego 1000 w transporcie leśnym. Setki bałachowców osiedliły się w Hajnówce, Czeremsze, Narewce i innych miejscowościach Puszczy Białowieskiej. W Hajnówce zasilili oni załogi Fabryki Chemicznej, Terpentyny (Terebenthen) i kolejek leśnych. Zajmowali stanowiska najbardziej uprzywilejowane i najlepiej płatne.

## Okupacja niemiecka
Po wybuchu II wojny światowej większość bałachowców opuściła tereny Puszczy Białowieskiej: wyjechali do krajów Europy Zachodniej oraz Ameryki Południowej. Pozostali ci, którzy założyli rodziny. Sam gen. Bałachowicz wziął udział w obronie Warszawy, później w konspiracji zorganizował Narodową Armię Ochotniczą.
Z dniem 1 sierpnia 1941 r. nowo utworzonej na Podlasiu jednostce okupacyjnej nadano nazwę Bezirk Bialystok („okręg białostocki”), ustanawiając tak zwaną hitlerowską władzę cywilną. W jej ramach powołano 7 kreiskomisariatów, w tym jeden z siedzibą w Bielsku Podlaskim, któremu podlegały amtskommisariaty w Białowieży i Hajnówce. Komisarze naznaczali wójtów w gminach i burmistrzów w miastach spośród byłych oficerów armii Bułak-Bałachowicza. W Białowieży komendantem posterunku policji porządkowej był bałachowiec Andrzej Andrejewicz Kosychin, skupiający swoich byłych towarzyszy broni.